# Front running
Frontrunning o inversión ventajista es una práctica ilegal que puede llegar a cometer un operador de mesa de dinero o bien corredores de Bolsa que ejecuten órdenes de terceros en los mercados de capitales. La práctica consiste en tomar posiciones propias (a cuenta del operador) de compra (si ven que la orden del cliente va a hacer subir los precios del instrumento) o venta (si ven que la orden del cliente va a hacer bajar los precios). Ellos esperan cerrar su posición propia luego que se ingresó la orden del cliente, y así generar ganancias con el nuevo nivel de precios.

## Explicaciones
Si por ejemplo un operador de mesa de capitales (Broker) compra 20.000 acciones al precio de $100 cada acción justo antes de ingresar una orden de compra de 400.000 acciones por parte de un cliente, esa operación a cuenta del cliente puede llevar el precio hasta $102 por acción. Si el broker es capaz de conseguir vender sus 20.000 acciones a un precio de $101,75, puede llegar a tener una ganancia de $35.000 en pocos minutos. Esa ganancia la hace no solo usando información confidencial sino también por medio del cliente ya que le sube los precios a este al tomar posiciones antes.
El intermediario financiero ha puesto su interés por encima (In front of) de los del cliente y por lo tanto comete fraude. En Estados Unidos esta práctica podría infringir las leyes sobre la manipulación del mercado o de "abuso" de información confidencial.

## Explicaciones el Libro Flash Boys
Flash Boys: Una revuelta Wall Street  es un libro no ficticio del escritor estadounidense Michael Lewis, publicado por WW Norton & Company, el 31 de marzo de 2014. El libro se centra en el aumento de la negociación de alta frecuencia, (HFT) y Front running en inglés, en los mercados de capitales de Estados Unidos y ha permanecido durante cuatro semanas en la lista de libros más vendidos de New York Times.
A comienzos del siglo XXI las operaciones HFT requerían un período de ejecución de varios segundos, mientras que en 2010 este tiempo había disminuido hasta los milisegundos, e incluso microsegundos. Se trata de un tipo de negociación en los mercados financieros que se ha mantenido escasamente conocida fuera del sector financiero desde su creación, apareciendo por primera vez en un medio generalista en julio de 2009.

## Otros usos del término
El término Front Running también se emplea  cuando un intermediario toma posiciones personales antes que la propia empresa donde él trabaja lo haga. 
Otro uso del término es cuando un intermediario que trabaja para alguna prestigiosa compañía del rubro financiero toma posiciones en alguna acción o instrumento de renta fija a sabiendas de que se darán a conocer públicamente recomendaciones que dan los analistas que trabajan para la compañía.